# Rue Saint-Louis (Évreux)
Pour les articles homonymes, voir Rue Saint-Louis.

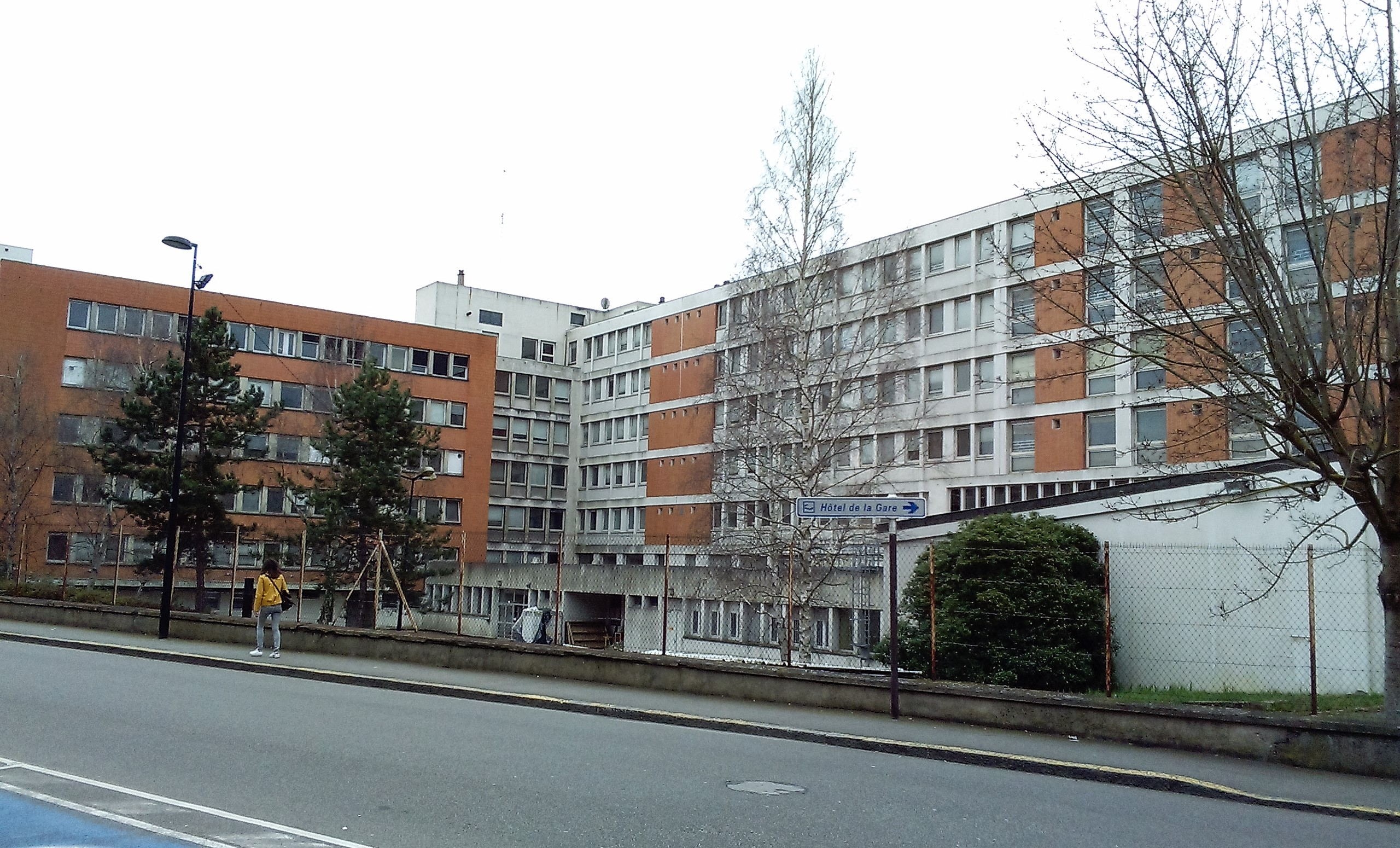
Ancien hôpital de 1972 à Évreux, rue Saint-Louis.

La rue Saint-Louis d'Évreux correspond à l'ancienne enceinte du castrum romain. Elle est un faubourg à partir du XIIIe siècle.

## Histoire

### Moyen Âge
En 1252, le roi de France Louis IX, dit Saint Louis, rend visite à son ami l'évêque Raoul de Grosparmy, la rue des remparts est nommée en son honneur.
En 1299, sous le règne de Philippe IV le Bel, un hôpital est construit. Il est placé sous la protection double du comte d'Évreux et de l'ordre des Capucins Franciscains  mineur de la stricte observance, différent du Tiers-Ordre et des franciscains conventionnels : ils refusent la réforme et l'assouplissement de la règle de 1214 par Saint Bonaventure, théologien franciscain italien.

### Époque moderne et contemporaine
En 1713, l'hôpital d'Évreux est mentionné dans le journal de Trévoux.
En 1972, l'hôpital d'Évreux est construit.
En 1997 commencent des fouilles archéologiques qui mettent en évidence les thermes d'Évreux datant de l'époque de l'empereur Auguste.
En 2011, l'hôpital est dégagé[pas clair] à Cambolle et les archives municipales du Pavillon fleuri dans la rue Saint-Louis.

## Lieux remarquables
Au no 17 rue Saint-Louis se trouvent les restes des thermes romains fouillés en 1997 sur le site de l'ancien hôpital ayant déménagé à Cambolle en 2011.
À l'angle de la rue de la justice et la rue Saint-Louis, se trouve le cimetière Saint-Louis d'Évreux avec la tombe de Jules Janin, académicien et bienfaiteur de la ville d'Évreux.